# Сокорики

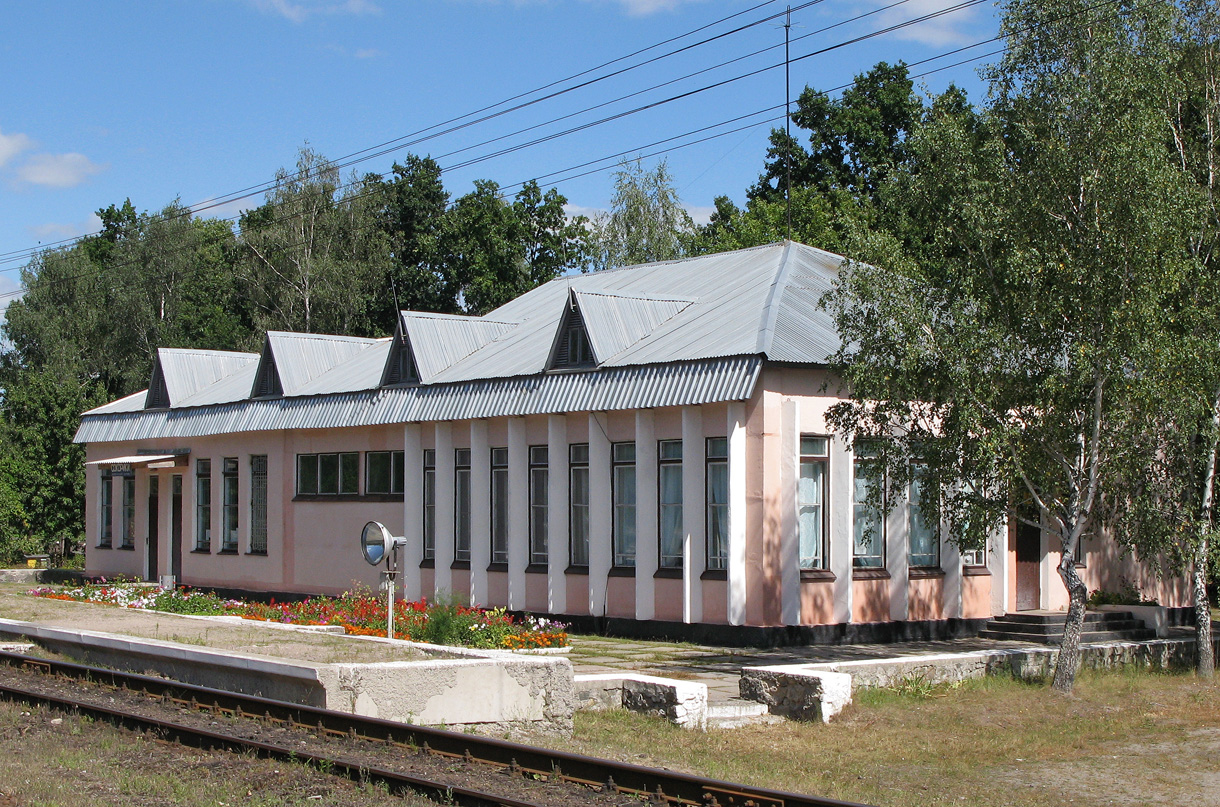
Вокзал станции Сокорики

Сокорики (укр. Сокорики) — посёлок, входит в Коростенскую городскую общину Житомирской области Украины. В посёлке расположена железнодорожная станция, на линии Овруч — Коростень.
Возник в 1960 г. на базе поселения при железнодорожной станции и поселка Беховского щебёночного завода. Посёлок взят на учёт с присвоением названия 27 июня 1969 г.
Население по переписи 2001 года составляло 242 человека. Почтовый индекс — 11521. Телефонный код — 4142. Занимает площадь 0,207 км². Код КОАТУУ — 1822380604.